# Ceramica di Hadra

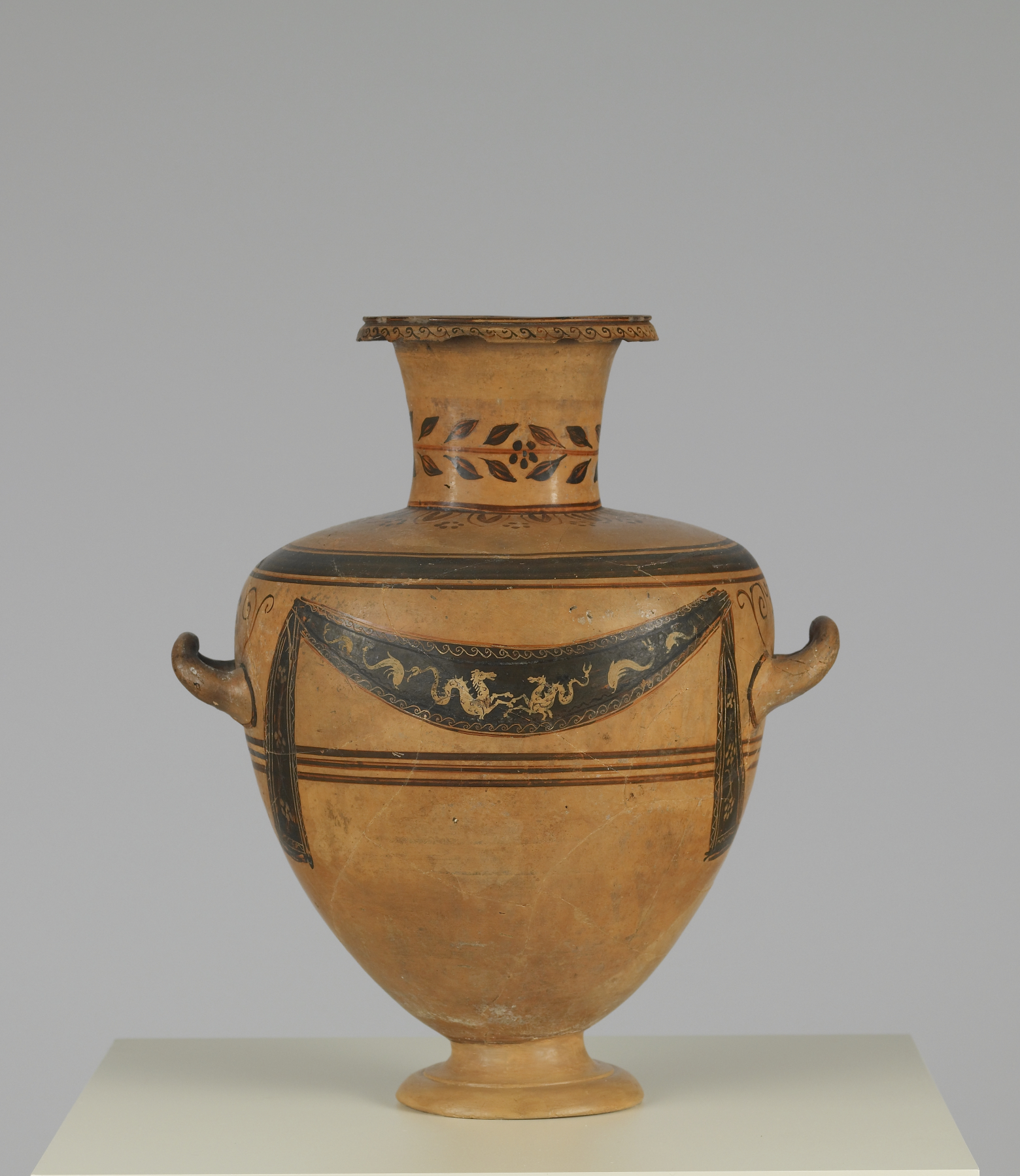
Ceramica di Hadra, hydria funeraria. Baltimora, Walters Art Museum 481916.

La denominazione ceramica di Hadra indicava due distinte classi ceramiche di età ellenistica rinvenute nella necropoli di Hadra, ad ovest di Alessandria d'Egitto, costituite principalmente da hydriai, ma anche da crateri, oinochoai e coppe, utilizzate come urne cinerarie. La tipologia caratterizzata da una più comune decorazione di colore bruno sul fondo chiaro dell'argilla, ha mantenuto la denominazione ceramica di Hadra; le hydriai che si distinguono per la decorazione policroma (rosso, blu, giallo, verde) su fondo bianco prendono il nome di hydriai alessandrine.

## Storia
Il centro produttivo originario della ceramica di Hadra era Creta; qui la produzione di ceramica delle pendici occidentali condivide con la ceramica di Hadra numerose particolarità tecniche e stilistiche. La classe viene datata a partire dal secondo quarto del III secolo a.C.; alcune hydriai, trovate ad Alessandria, recano, dipinte o incise, iscrizioni con il nome del defunto e la data del seppellimento; se ne conoscono esemplari con datazioni che giungono sino all'inizio del II secolo a.C., il che non consente tuttavia di escludere un'ulteriore continuità nella produzione la quale, in base alla comparazione dei motivi ornamentali, sembra giungere al I secolo a.C.
Le hydriai sono alte circa 40 cm e hanno spalle arrotondate. La decorazione della ceramica di Hadra è semplice e copre la parte superiore del corpo, talvolta il piede si presenta dipinto di nero. La sintassi decorativa è costituita da punti, pendagli, fettucce e altre decorazioni fitomorfe o astratte. Vi si trova talvolta una decorazione figurata a silhouette con dettagli incisi e sovradipinture in bianco: delfini, uccelli a collo lungo, altri animali reali o fantastici o, più ambiziosamente, eroti e nikai.
Le hydriai sono state trovate, oltre che ad Alessandria, ad Atene, Eretria, Rodi, Cipro, ma è possibile che in alcuni casi si tratti di imitazioni locali.
Gli esemplari con ingubbio bianco e decorazione policroma sono meno numerosi e sono prodotti ad Alessandria, come dimostra l'argilla impiegata per la loro fabbricazione. Sono datati al III secolo e all'inizio del II secolo a.C. L'unica forma conosciuta in tale ambito è l'hydria; la decorazione, benché simile ai prodotti cretesi, si presenta più complessa e comprende armi e altri oggetti relativi alla vita del defunto. La delicatezza e friabilità della decorazione non agevolava le esportazioni, ma si conosce una simile produzione locale a Rodi.